# Katharina Wagenbach-Wolff
Katharina „Katja“ Wagenbach-Wolff (* 19. Juli 1929) ist eine deutsche Verlegerin.

## Leben
Katharina Wagenbach-Wolff stammt aus einer russischen Buchhändlerfamilie; ihr Urgroßvater war der Petersburger Verleger Moritz Wolff, ihr Vater Andreas Wolff.
Sie machte 1948 Abitur, studierte Französisch in Lausanne und machte eine Buchhandelslehre bei den Frankfurter Heften. Mit ihrem damaligen Mann Klaus Wagenbach gründete sie 1964 in West-Berlin den Verlag Klaus Wagenbach und gehörte bis zur Abspaltung des Rotbuch Verlags 1973 zu seinem Leitungskollektiv.
1983 belebte sie die 1963 von ihrem Vater Andreas Wolff gegründete Friedenauer Presse wieder und gab ihr ein persönliches Profil. Unter ihrer Leitung veröffentlichte der Verlag klassische Werke der russischen, französischen und italienischen Literatur und brachte eindrückliche Stimmen aus dem frühen 20. Jahrhundert. 1988 erfand sie die Winterbücher, je ein langes Werk eines befreundeten Autors.
Für ihr Engagement wurde der Verlag 2006 mit dem Kurt-Wolff-Preis der Kurt-Wolff-Stiftung ausgezeichnet. Für Ende März 2017 kündigte Wagenbach-Wolff aus Altersgründen die Schließung der Friedenauer Presse an. Matthes & Seitz sprang ein, Friederike Jacob erhielt von Wagenbach-Wolff die Erlaubnis, den Verlag unter dem Dach von Matthes & Seitz weiter zu führen.
Katharina Wagenbach-Wolff hat drei Kinder, die zwischen 1954 und 1964 geboren wurden. Sie wurde 2019 vom Bundespräsidenten mit dem Bundesverdienstkreuz 1. Klasse ausgezeichnet.